# Krynyczne (obwód wołyński)
Krynyczne (ukr. Криничне) – wieś na Ukrainie, w obwodzie wołyńskim w rejonie maniewickim. Liczy 507 mieszkańców.